# Театральный орган

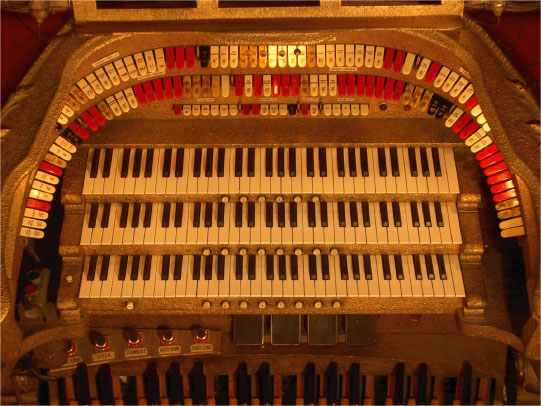
Console of the 3/13 Barton Theatre Pipe Organ at Ann Arbor’s Michigan Theatre

Театра́льный орга́н (англ. Theatre organ), также Киноорга́н (англ. Cinema organ, нем. Kinoorgel) — разновидность органа, разработанная для музыкального сопровождения (особенно для имитации оркестрового звучания) театральных спектаклей и кинофильмов.
Театральные органы, как правило, способны имитировать звучание фортепиано, а также воспроизводить различные шумовые эффекты — звуки сирен, клаксонов, ветра, грома и т. д.
Одной из характерных особенностей театрального органа является использование целого ряда более энергичных тремулянтов, что делает звучание инструмента совершенно непохожим на звучание обычного духового органа. Такой характер звука унаследовал в дальнейшем Хаммонд-орган с акустической системой Лесли.

## Возникновение и применение
Особое распространение театральные органы получили во времена расцвета немого кино.
Первоначально театральные органы конструировались по проекту, разработанному американским инженером Робертом Хоп-Джонсом (Robert Hope-Jones). Этот свой проект Роберт Хоп-Джонс назвал «оркестровым блоком».
Типичным образцом одного их таких органов (как правило, имеющих пульт в форме подковы, окрашенный в белый цвет с золотой отделкой) является орган «3/13 Barton», сконструированный для Ann Arbor’s Historic Michigan Theatre. Этот орган был установлен в 1927 году и функционирует по сей день — его возможности демонстрируются перед самым началом показа фильмов.
С 1915 по 1933 год в американских театрах и кинотеатрах было установлено более семи тысяч таких органов, но сегодня из этого количества функционируют менее сорока.
Сотни театральных органов установлены по всему миру в различных общественных местах, а сотни других используются в частных домах.